# Gele aardappelbovist
De gele aardappelbovist (Scleroderma citrinum, synoniem: Scleroderma aurantium) is een schimmel uit de familie Sclerodermataceae.

## Kenmerken

### Uiterlijke kenmerken
Het vruchtlichaam heeft een doorsnede van 5-10 cm en is half bol- of knolvormig, maar vaak afgeplat aan de bovenkant. Het oppervlak is ruw door hoekige schubjes. De kleur varieert van geelachtig tot okerkleurig. Snijdt men het vruchtlichaam door, dan blijkt er een dikke, witachtige schil, het peridium, te zijn met vaak een roze waas. Daarbinnen zit de purperzwarte sporenmassa. Deze bovist heeft geen steel of slechts een korte, steelachtige basis. De schil kleurt donker roodbruin met KOH.
De paddenstoel is niet eetbaar en zelfs giftig.

### Microscopische kenmerken
De sporen zijn rond en hebben een donker, verhoogd netwerk. Ze zijn 8-13 μm groot (gemeten zonder het netwerk).

## Parasiet
De kostgangerboleet komt als parasiet voor op de aardappelbovist.

## Foto's

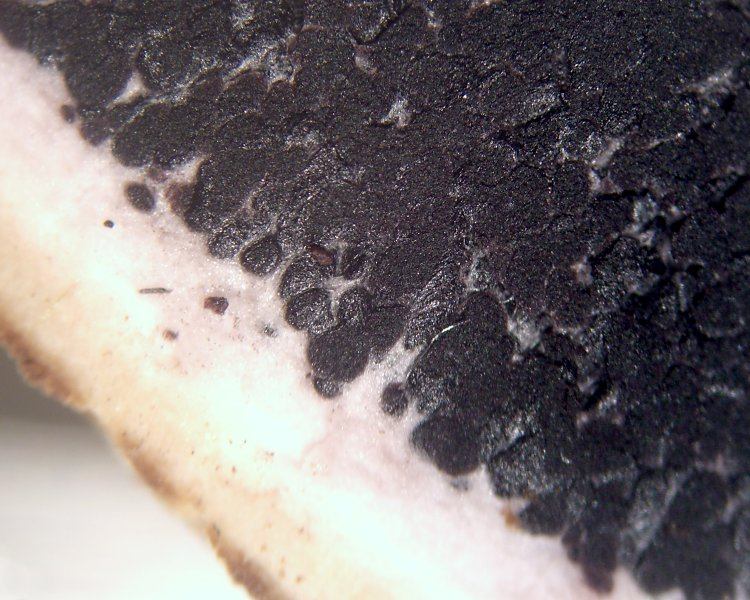
Close-up
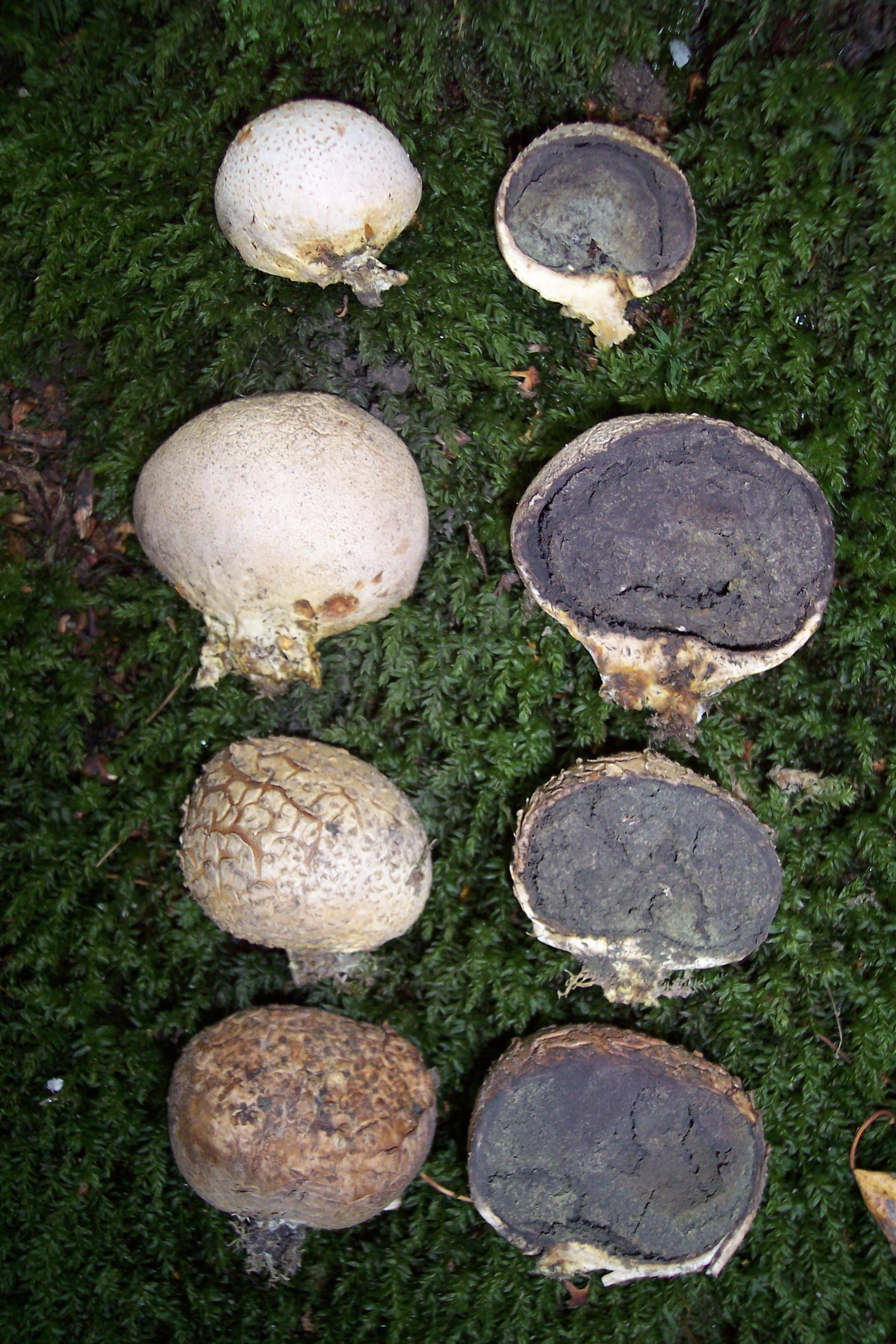
Meerdere exemplaren
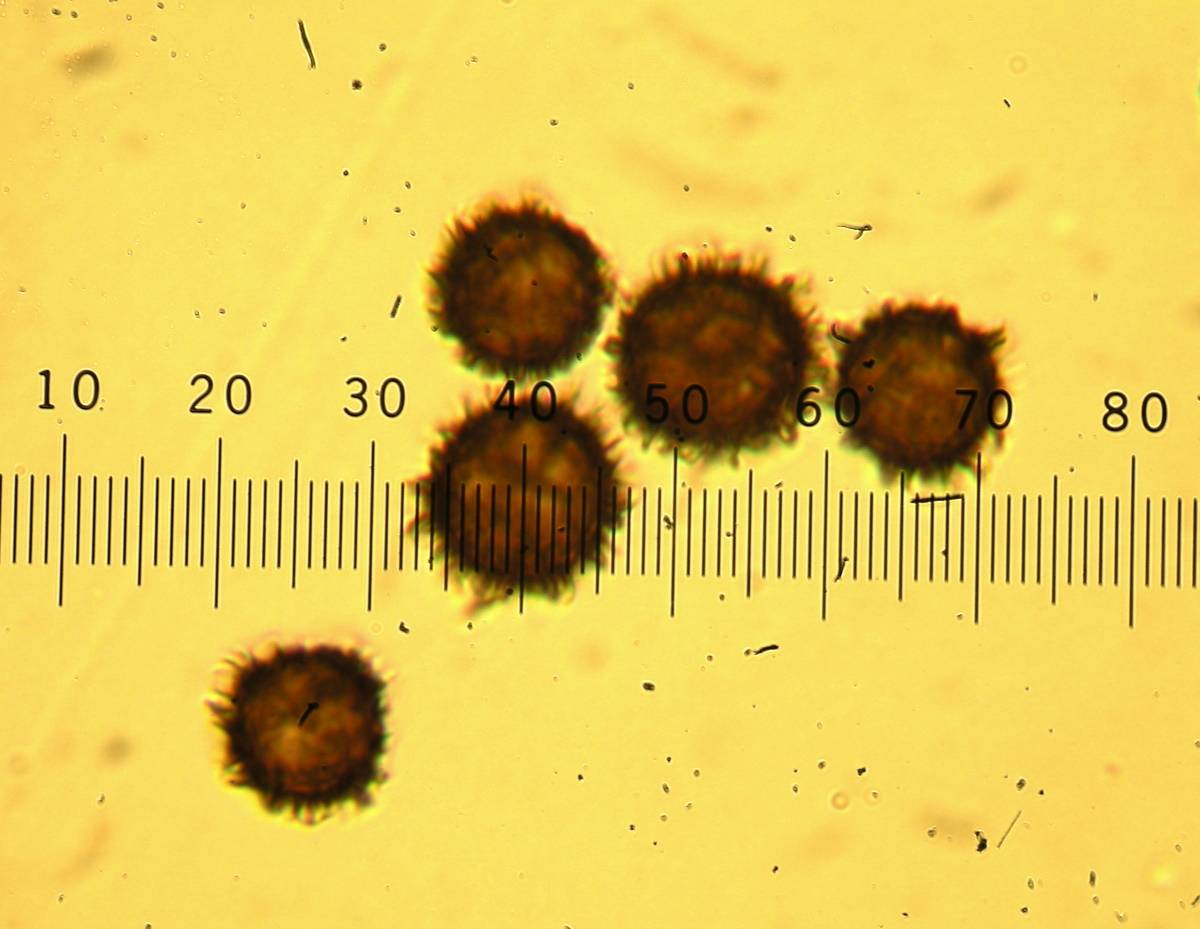
Sporen
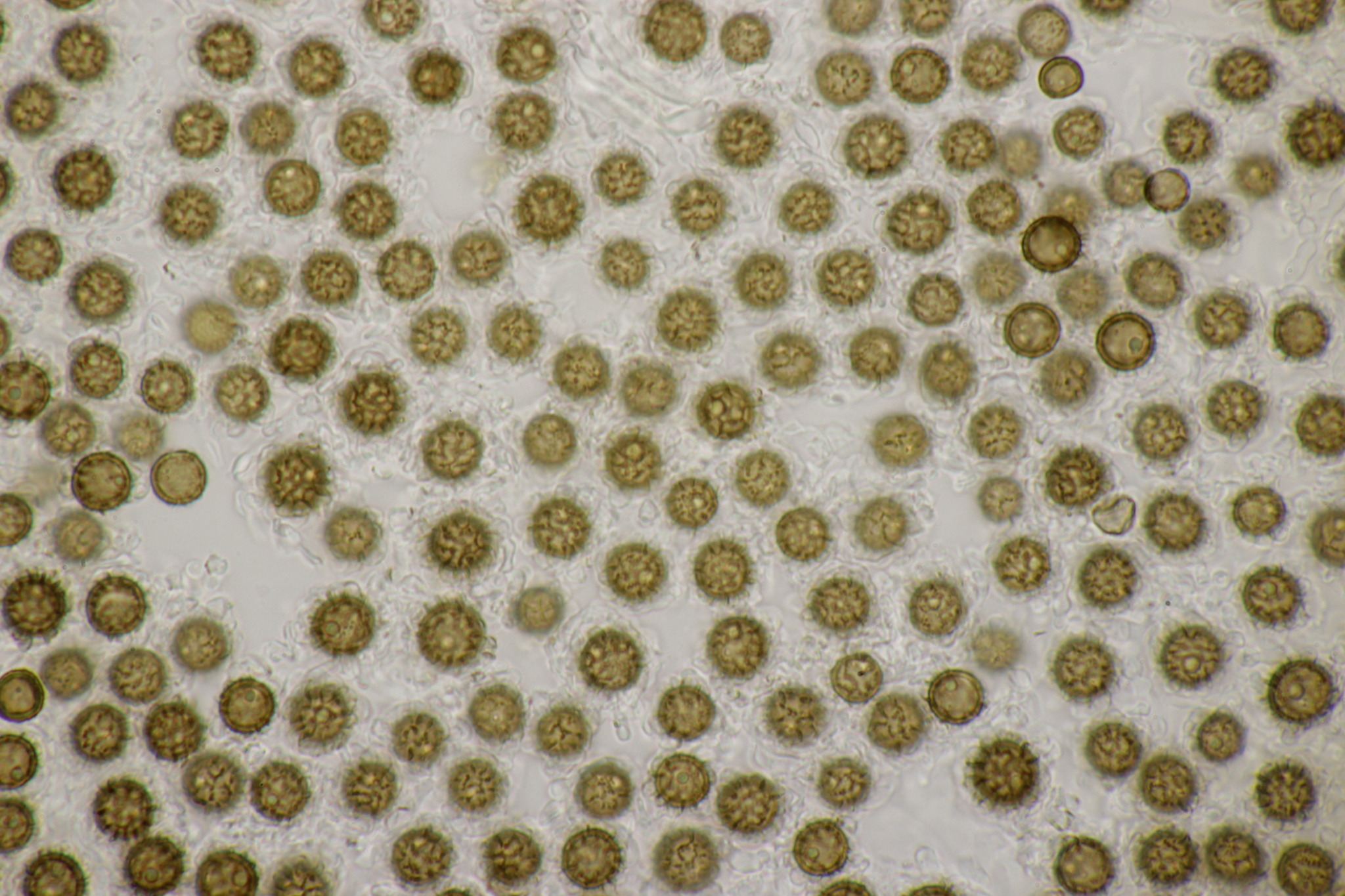
Sporen